# Будівля військової канцелярії (Новочеркаськ)
Будівля військової канцелярії (рос. Здание войсковой канцелярии) розташоване в центрі Новочеркаську (Ростовська область, Росія) на розі Отаманській вулиці і Платовского проспекту. Військова канцелярія була побудована в 1844 році в стилі російського класицизму за проектом невідомого архітектора. Є однією з найстаріших збережених будівель Новочеркаська.

## Опис
Будучи кутовою, будівля військової канцелярії має два виразних фасади, головний з яких звернений на Отаманську вулицю. Прагнучи надати триповерховій будівлі представницького вигляду у системі міського ансамблю, архітектор використовував класичні форми. Центральна частина фасаду акцентована десятиколонним портиком, стіни прикрашені стрічковим фризом і сандриками. Вікна другого поверху мають наличники. Карниз прикрашений зубчиками. Капітелі колон доричного ордера. Біля головного входу по чотири вікна першого поверху від осі — напівциркульні, з замковими каменями. Аттик володіє складною формою. Дотримана головна вісь симетрії. Поєднання вохристій фарби стін з білим виділенням декору підкреслює вишукане благородство і посилює монументальність будівлі.

## Історія
Військова канцелярія донських козаків урочисто переїхала в молодій Новочеркаськ з Черкаська (нині станиця Старочеркаська) 9 травня 1806 року. Барвиста процесія очолювалася духовенством, супроводжувалася військовим начальством, станичними отаманами, які супроводжують військові прапори та регалії. Повз почесну варту, розставлену вздовж Водохресного спуску, вона піднімалася вгору, до площі, потім попрямувала до будівлі військової канцелярії. Гучна, під грім гармат урочистість в честь заснування міста не вщухала до пізнього вечора і завершилося призовою скачкою і святковою ілюмінацією. У сучасну будівлю канцелярії перебралася після її спорудження в 1844 році.
30 листопада 1943 року в будівлі відкрилось Новочеркаське суворовське військове училище на 500 осіб. В січні 1964 року на базу училища передислокувалось Муромське військове училище зв'язку, перейменоване в 1968 році в Новочеркаське військове Червонопрапорне училище зв'язку. З 1974 року училище почало навчати курсантів за програмами вищої освіти. Новочеркаське вище військове командне училище зв'язку займало будівлю військової канцелярії до 2011 року, коли було скасовано.